# 山上多重塔

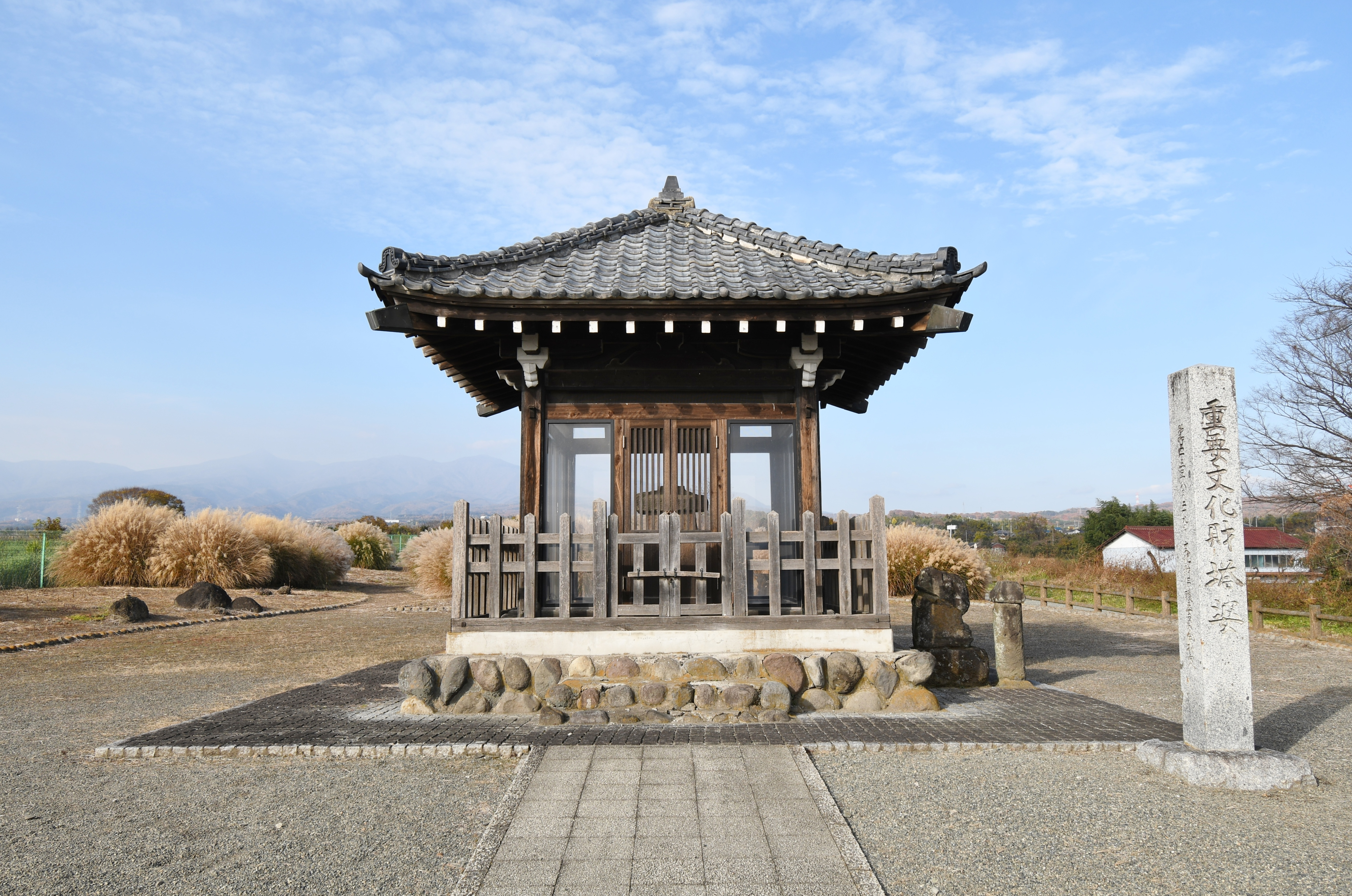
山上多重塔の覆屋

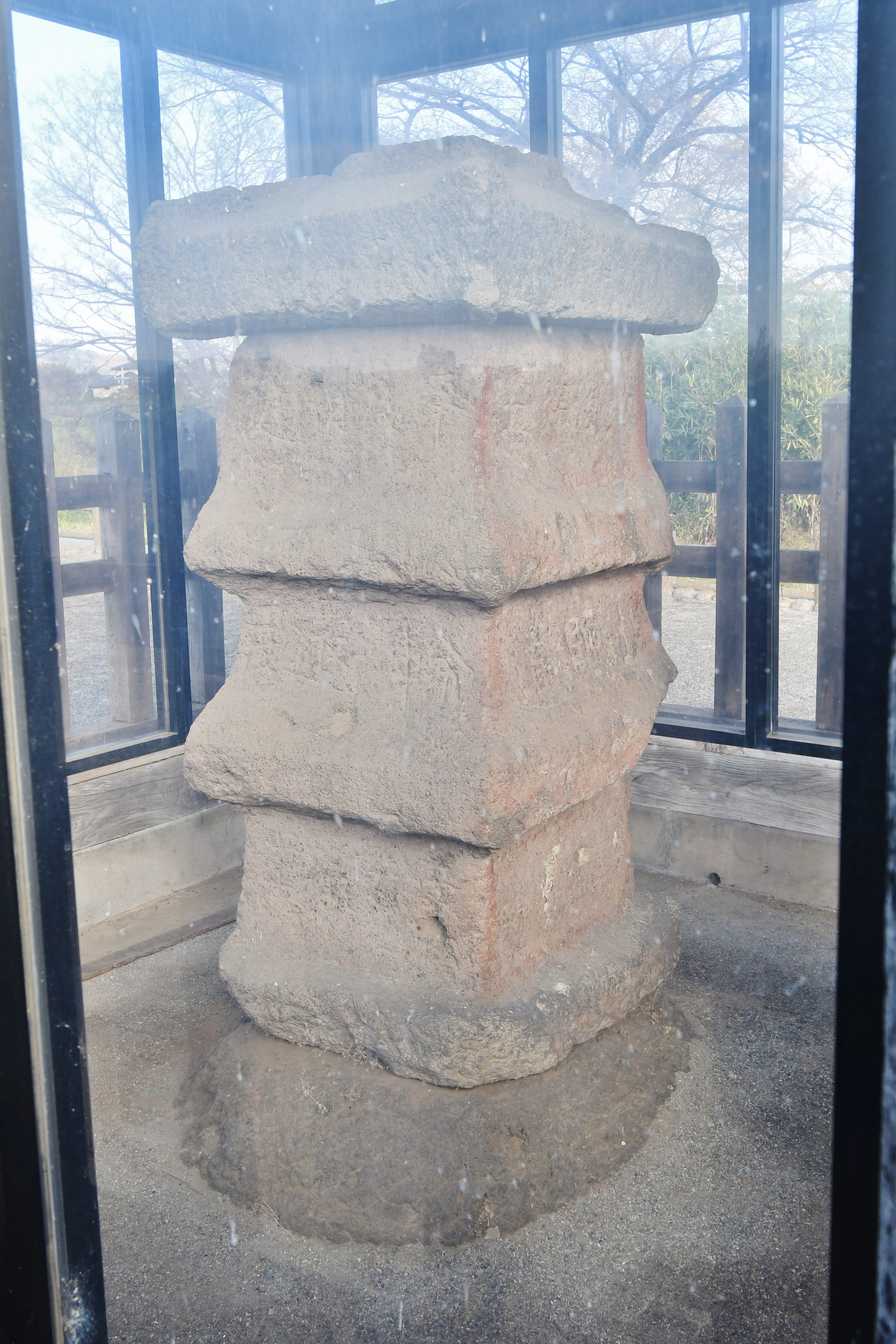
山上多重塔

山上多重塔（やまかみたじゅうとう / やまがみたじゅうとう）は、群馬県桐生市新里町山上字相ケ窪にある平安時代初期に建立された石造供養塔。重要文化財に指定されている。

## 概要
桐生市西部の新里地区、赤城山南麓の台地上に所在する。平安時代初期の延暦20年（801年）7月17日に僧・道輪によって建立された多重塔である。昭和3年（1928年）に原田龍雄（『勢多郡誌』編纂主任）によって銘文が確認され、柴田常恵・豊国覚堂の調査を受けて報告された。千々和実・川勝政太郎らが研究の対象としている。古代の仏教思想を表す貴重な資料として、昭和18年（1943年）6月9日に「塔婆石造三層塔」の名で国の重要文化財（旧国宝）に指定された。
塔は多孔質の安山岩を使用して造られ、高さは185センチメートルで、相輪・屋蓋・三層の塔身・礎石から構成される。塔身上部に経を納めたと見られる円形の孔が穿たれている。また塔には朱の塗られていた痕跡がある。
新里地区の字にごまんどう（護摩堂）、しゃかんどう（釈迦堂）があり、多重塔の所在地名の相ケ窪は「僧ケ窪」と見られ、塔の周辺には僧院があったと考えられている。他方、基壇や礎石など具体的な寺院の遺構は確認されていない。
年紀を持つ層塔としては、天平勝宝3年（751年）の竜福寺層塔（奈良県高市郡明日香村指定建造物）に次いで日本で2番目に古い。石製経塔としては他に類例がなく、最古の例とみられる。

## 銘文
三層の塔身部の四面に銘文が刻まれ、上層南面から右から左に横書きに始まり、下層東面で終わる。上層各面は四字、中層各面は三字（東面の「十七」は一字扱い）、下層各面は四字構成であり、これを順に読んでいくと次の通りである。

### 読み下し
如法経を坐す。朝廷、神祇、父母、衆生、含霊のおんためなり。小師道輪 延暦二十年七月十七日。無間に苦を受ける衆生を癒し、永く安楽を得て、彼岸に登らしめるためなり。

### 現代語訳
如法経（法華経）を安置する。この塔は、朝廷・神祇・父母・衆生・含霊いっさいの生命あるもののために造られた。小師である道輪が、この塔を建てるのに関与した。それは延暦20年7月17日である。願うところは、絶え間なく地獄のような苦しみを受けている衆生を救い、永く安らぎを得て悟りの世界へ到達されることである。

### 解釈
建立者・日付は銘文の首部または尾部に書かれるのが通例であるため、それらが中層に刻されている本銘文では、上とは異なる読み方をする可能性も示唆されている。
「如法経」とは、如法書写した経という意味で、法華経を指す語として平安時代後期以降広く用いられた。『今昔物語集』『元亨釈書』などでは如法経は円仁によって創始されたとされているものの、実際には円仁以前の史料にも見える語である。
「小師道輪」の「小」は判読が困難で、「小師」は延暦2年（783年）に大国（上野国が含まれる）に置かれた僧官の大国師・少国師のうち少国師である可能性もあるが、延暦14年（795年）に国師は講師と改称されたため、問題があると指摘されている。「小師」は後世には僧侶の謙称などとしても用いられる語である。なお道輪の名は他の史料には見えない。
「為兪无間」の「兪」の字は解読は困難だが千々和実は「兪」の字形に近く、そのように見れば意味も通るとしている。
「令」は「令」とも「今」とも読める字であるが、「ただちに」との意味の「今」ではなく使役の意味である「令」として読まれている。

## 周辺
- 山上城跡
- 膳城跡
- 近戸神社 (前橋市粕川町月田)
- 月田古墳群